# Worki w tłum
Worki w tłum – singel polskiej supergrupy OIO, w skład której weszli Young Igi, Otsochodzi i Oki. Utwór promuje debiutancki album studyjny OIO, zatytułowany OIO. Singel został wydany 22 kwietnia 2021. Utwór napisali i skomponowali Adam Wiśniewski, Igor Ośmiałowski, Miłosz Stępień i Oskar Kamiński.
Nagranie otrzymało w Polsce status potrójnie platynowego singla.

## Geneza utworu i historia wydania
Piosenka została napisana i skomponowana przez Adama Wiśniewskiego, Igora Ośmiałowskiego, Miłosza Stępienia i Oskara Kamińskiego.
Singel ukazał się w formacie digital download 22 kwietnia 2021 w Polsce za pośrednictwem wytwórni płytowej 2020. Piosenka została umieszczona na albumie studyjnym OIO – OIO.

## Teledysk
Do utworu powstał teledysk, który udostępniono 23 kwietnia 2021 za pośrednictwem serwisu YouTube.

## Lista utworów
- Digital download[3]

1. „Worki w tłum” – 2:02

## Certyfikaty
| Kraj          | Certyfikat         |
| ------------- | ------------------ |
| Polska (ZPAV) | 3× platynowa płyta |